# Maechidius capitalis
Maechidius capitalis är en skalbaggsart som beskrevs av Blackburn 1907. Maechidius capitalis ingår i släktet Maechidius och familjen Melolonthidae. Inga underarter finns listade i Catalogue of Life.